# Championnats d'Afrique de lutte 2014
Navigation
Ndjamena 2013 Alexandrie 2015
Les championnats d'Afrique de lutte 2014 se déroulent en mars 2014 à Tunis, en Tunisie.

## Podiums

### Hommes

#### Lutte libre
| Catégories | Or                   | Argent                      | Bronze                |
| ---------- | -------------------- | --------------------------- | --------------------- |
| 57 kg      | Ebikewenimo Welson   | Abdelhak Kherbache          | Arnaud Essindi Sengui |
| 57 kg      | Ebikewenimo Welson   | Abdelhak Kherbache          | Chedly Mathlouthi     |
| 61 kg      | Jean Bernard Diatta  | Haithem Ben Alayech         | Marno Plaatjiies      |
| 61 kg      | Jean Bernard Diatta  | Haithem Ben Alayech         | Abdelaziz Ahmed Saied |
| 65 kg      | Nasrallah Lalouche   | Mahatia Tinahy Razafimahova | Alain Mbegham Tengoh  |
| 65 kg      | Nasrallah Lalouche   | Mahatia Tinahy Razafimahova | Maher Ghanmi          |
| 70 kg      | Khalil Ayad Ibrahim  | Ali Ayari                   | Quintino Intipe       |
| 70 kg      | Khalil Ayad Ibrahim  | Ali Ayari                   | Mohamed Boudraa       |
| 74 kg      | Augusto Midana       | Gerald Meyer                | Borhane Ayachi        |
| 74 kg      | Augusto Midana       | Gerald Meyer                | Bassirou Camara       |
| 86 kg      | Mohamed Aly Zaghloul | Mohamed Riad Louafi         | Armando Hietbrink     |
| 86 kg      | Mohamed Aly Zaghloul | Mohamed Riad Louafi         | Agala Opukiri         |
| 97 kg      | Soso Tamarau         | Mohamed Saadawi             | Elounes Bouzid        |
| 97 kg      | Soso Tamarau         | Mohamed Saadawi             | Angula Shikongo       |
| 125 kg     | Slim Trabelsi        | Ahmed Othman                | Sinivie Boltic        |
| 125 kg     | Slim Trabelsi        | Ahmed Othman                | Thiaka Faye           |

#### Lutte gréco-romaine
| Catégories | Or                    | Argent                    | Bronze              |
| ---------- | --------------------- | ------------------------- | ------------------- |
| 59 kg      | Haitham Mahmoud Fahmy | Fouad Fajari              | Bilel Ben Brih      |
| 66 kg      | Tarek Benaissa        | Yassine Ben Nasser        | Sayed Abdelmonem    |
| 66 kg      | Tarek Benaissa        | Yassine Ben Nasser        | Noëlle Mbouma       |
| 71 kg      | Akrem Boudjemline     | Hakim Trabelsi            | Khalil Ayad Ibrahim |
| 71 kg      | Akrem Boudjemline     | Hakim Trabelsi            | Borcel Boukaka      |
| 75 kg      | Zied Ait Ouagram      | Abdelkrim Ouakali         | Abdulai Salam       |
| 80 kg      | Mohamed Mostafa Ahmed | Mohamed Iskender Missaoui | Adem Boudjemline    |
| 85 kg      | Haykel Achouri        | Mohamed Aly Zaghloul      | Hamza Boumadiene    |
| 98 kg      | Ahmed Othman          | Hassine Ayari             | Malick Djackna      |
| 130 kg     | Radhouane Chebbi      | Anas El Mbker             | Basile Dieudonné    |

### Femmes

#### Lutte féminine
| Catégories | Or                 | Argent                 | Bronze                    |
| ---------- | ------------------ | ---------------------- | ------------------------- |
| 48 kg      | Maroi Mezien       | Rebecca Muambo         | Nahamie Sambou            |
| 53 kg      | Isabelle Sambou    | Odunayo Adekuoroye     | Selma Jemaii              |
| 55 kg      | Marwa Amri         | Makanjuola Bisola      | Joseph Essombe            |
| 58 kg      | Hela Riabi         | Safietou Goudiaby      | Patience Opuene           |
| 58 kg      | Hela Riabi         | Safietou Goudiaby      | Edwige Ngono Eyia         |
| 60 kg      | Aminat Adeniyi     | Anta Sambou            | Rim Ayari                 |
| 63 kg      | Blessing Oborududu | Blandine Metala Epanga | Jacira Francisco Mendonça |
| 63 kg      | Blessing Oborududu | Blandine Metala Epanga | Binta Senghor             |
| 69 kg      | Enas Mostafa       | Angele Tomo            | Ifeoma Iheanacho          |
| 75 kg      | Annabelle Ali      | Haiaratu Marhma Kamara | Nadia Antar               |
| 75 kg      | Annabelle Ali      | Haiaratu Marhma Kamara | Fatime Harouni            |

## Tableau des médailles
| Rang  | Nation              | Or | Argent | Bronze | Total |
| ----- | ------------------- | -- | ------ | ------ | ----- |
| 1     | Tunisie             | 7  | 7      | 5      | 19    |
| 2     | Égypte              | 6  | 2      | 4      | 12    |
| 3     | Nigeria             | 4  | 2      | 4      | 10    |
| 4     | Algérie             | 3  | 3      | 4      | 10    |
| 5     | Sénégal             | 2  | 2      | 4      | 8     |
| 6     | Cameroun            | 1  | 3      | 4      | 8     |
| 7     | Guinée-Bissau       | 1  | 0      | 2      | 3     |
| 8     | Maroc               | 0  | 2      | 1      | 3     |
| 9     | Afrique du Sud      | 0  | 1      | 2      | 3     |
| 10    | Sierra Leone        | 0  | 1      | 1      | 2     |
| 11    | Madagascar          | 0  | 1      | 0      | 1     |
| 12    | Tchad               | 0  | 0      | 3      | 3     |
| 13    | République du Congo | 0  | 0      | 2      | 2     |
| 14    | Namibie             | 0  | 0      | 1      | 1     |
| Total | Total               | 24 | 24     | 37     | 85    |